# Klosters församling
Klosters församling var en församling i Strängnäs stift och i Eskilstuna kommun i Södermanlands län. Församlingen uppgick 1931 i Eskilstuna Klosters församling. 
Som församlingskyrka användes till 1929 Fors kyrka gemensamt med staden och Fors församling. Från 1929 användes Klosters kyrka belägen i staden och tillhörande stadsförsamlingen. 

## Administrativ historik
Klosters församling har medeltida ursprung.
Församlingen var från 1659 till 1931 annexförsamling i pastoratet Eskilstuna stadsförsamling, Fors och Kloster. Församlingen uppgick 1931 i Eskilstuna Klosters församling.